# Radovna most v Sr. Radovni - jez HE Vintgar
Radovna most v Sr. Radovni - jez HE Vintgar este o arie protejată (arie specială de conservare — SAC, sit de importanță comunitară — SCI) din Slovenia întinsă pe o suprafață de 43,75 ha, integral pe uscat.

## Localizare
Centrul sitului Radovna most v Sr. Radovni - jez HE Vintgar este situat la coordonatele 46°22′55″N 14°02′33″E / 46.3819°N 14.0424°E.

## Înființare
Situl Radovna most v Sr. Radovni - jez HE Vintgar a fost declarat sit de importanță comunitară în aprilie 2004 pentru a proteja 1 specie de animale. Situl a fost protejat și ca arie specială de conservare în februarie 2012.

## Biodiversitate
Situată în ecoregiunile alpină și continentală, aria protejată nu include niciun habitat protejat.
La baza desemnării sitului se află o specie protejată de  pești: zglăvoacă (Cottus gobio).